# Yūki Hashioka
Yūki Hashioka (jap. 橋岡 優輝 Hashioka Yūki; ur. 23 stycznia 1999) – japoński lekkoatleta specjalizujący się w skoku w dal.
Złoty medalista mistrzostw świata juniorów rozgrywanych w 2018 w Tampere. W 2019 roku zdobył złoty medal Uniwersjady oraz mistrzostwa Azji, a także zajął 8. miejsce na mających miejsce w Dosze mistrzostwach świata.
Rekordy życiowe: stadion – 8,36 (27 czerwca 2021, Osaka); hala – 8,19 (18 marca 2021, Osaka) rekord Japonii.

## Osiągnięcia
| Rok  | Impreza                     | Miejsce   | Pozycja           | Wynik |
| ---- | --------------------------- | --------- | ----------------- | ----- |
| 2016 | Mistrzostwa świata juniorów | Bydgoszcz | 10. miejsce       | 7,31  |
| 2018 | Mistrzostwa świata juniorów | Tampere   | 1. miejsce        | 8,03  |
| 2018 | Igrzyska azjatyckie         | Dżakarta  | 4. miejsce        | 8,05  |
| 2019 | Mistrzostwa Azji            | Doha      | 1. miejsce        | 8,22  |
| 2019 | Uniwersjada                 | Neapol    | 1. miejsce        | 8,01  |
| 2019 | Mistrzostwa świata          | Doha      | 8. miejsce        | 7,97  |
| 2021 | Igrzyska olimpijskie        | Tokio     | 6. miejsce        | 8,10  |
| 2022 | Halowe mistrzostwa świata   | Belgrad   | –                 | NM    |
| 2022 | Mistrzostwa świata          | Eugene    | 10. miejsce       | 7,86  |
| 2023 | Mistrzostwa świata          | Budapeszt | el. – 17. miejsce | 7,94  |
| 2024 | Igrzyska olimpijskie        | Paryż     | el. – 17. miejsce | 7,81  |